# التسلسل الزمني للعصور الوسطى

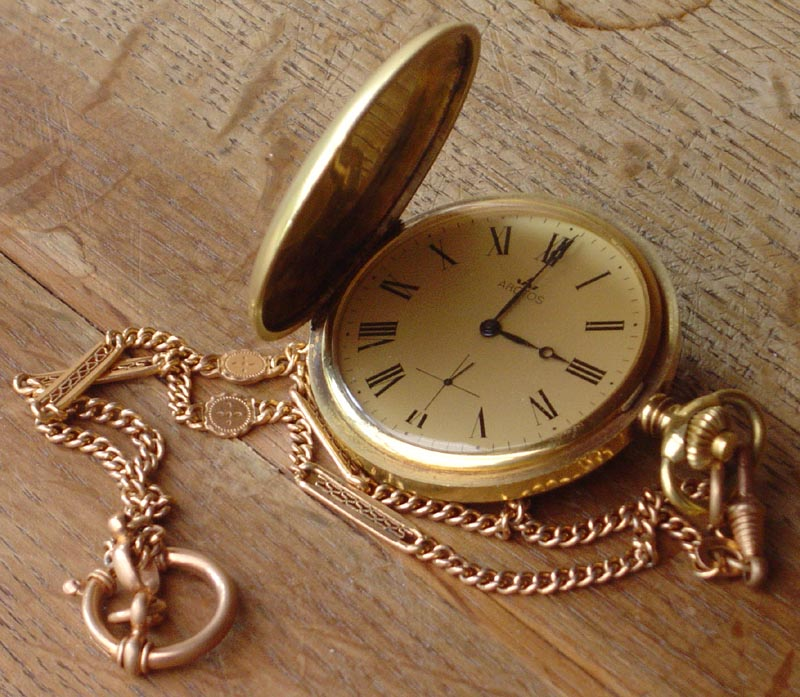

للأحداث الأقدم، أنظر التسلسل الزمني للتاريخ القديم
ملحوظة: جميع التواريخ هي بالميلادي.

الأحداث الآتية هي تسلسل زمني لأحداث كبرى في العصور الوسطى، وهي فترة زمنية من تاريخ البشرية تركز معظمها على أوروبا والعالم الإسلامي وهي بين عصري الكلاسيكية القديمة والعصر الحديث.
الألفيات:
الألفية الأولى: الألفية الثانية
القرون:
القرن 5 -
القرن 6 -
القرن 7 -
القرن 8 -
القرن 9 -
القرن 10 -
القرن 11 -
القرن 12 -
القرن 13 -
القرن 14 -
القرن 15

## عصور وسطى مبكرة

### القرن الخامس
| سنة | التاريخ             | الحدث | أهمية الحدث                                                                                             |
| --- | ------------------- | --- | --- |
| 405 |                     | أنهى القديس جيروم من كتابة فولغاتا.                                                                                         | ترجمة الإنجيل إلى اللغة اللاتينية.                                                                      |
| 406 |                     | عبرت كلا من قبائل القوط الغربيون وسويبيون وبورغانديون نهر الراين وغزوا بلاد الغال الرومانية.                                | بداية نهاية الإمبراطورية الرومانية الغربية.                                                             |
| 410 | 2 يونيو             | سقوط روما بيد القوط الغربيون بقيادة ألاريك الأول.                                                                           | أحد الأحداث حاسمة في سقوط الإمبراطورية الرومانية الغربية.                                               |
| 416 |                     | القوط الغربيون يغزون إسبانيا.                                                                                               | |
| 418 |                     | الإمبراطورية الرومانية تغزو مملكة القوط الغربيون في تولوز.                                                                  | |
| 428 |                     | غزوات الفاندال لشمال أفريقيا.                                                                                               | |
| 430 |                     | بدء مهمة القديس باتريك التنصيرية في إيرلندا.                                                                                | |
| 431 | 22 يونيو - 31 يوليو | مجمع أفسس | تكريس عقيدة نيقية، وإدانة مذهب بطريرك القسطنطينية نسطور مما أدى إلى نفيه وانفصاله عن كنيسة المشرق.      |
| 444 |                     | صدور مايسمى آهات البريتون [الإنجليزية] وهو آخر النداءات إلى الحكم الروماني في بريطانيا.                                     | |
| 451 |                     | تحالف القوات الرومانية-الجرمانية تصد جيوش أتيلا الهوني عن الغال في معركة شالون.                                             | |
| 452 |                     | أتيلا يغزو إيطاليا، ومدمرا في طريقه أكويليا مما جعل اللاجئين ينشؤون مدينة البندقية.                                         | |
| 455 | 2 يونيو             | غايسيريك ملك الوندال ينهب روما.                                                                                             | آخر الأحداث الحاسمة في أحداث سقوط روما حيث عدّ بعض المؤرخين أنها "نهاية الإمبراطورية الرومانية الغربية". |
| 476 | 4 سبتمبر            | أودواكر يطيح بالإمبراطور رومولوس أوغستولوس رأس الإمبراطورية الرومانية الغربية وآخر أباطرتها، مسببا بإنهاء تلك الإمبراطورية. | عد الكثير من المؤرخين بأنها بداية العصور الوسطى                                                         |
| 481 |                     | كلوفيس الأول يوحد جميع قبائل الفرنجة تحت حكمه.                                                                              | |
| 493 |                     | إنشاء مملكة القوط الشرقيون في إيطاليا تحت حكم ثيودوريك العظيم.                                                              | |
| 496 |                     | كلوفيس الأول يتحول إلى الدين الكاثوليكي.                                                                                    | |

### القرن السادس
| سنة     | التاريخ          | الحدث                                                                                             | أهمية الحدث |
| ------- | ---------------- | ------------------------------------------------------------------------------------------------- | --- |
| ت 500   |                  | معركة مونز بادونيكوس [الإنجليزية].                                                                | بريطونيون كلتيون يوقفون تقدم ويست ساكسون. ويعتقد بمشاركة الملك آرثر ولكن نظرا لقلة المصادر، لاتوجد تفاصيل حول تاريخ ومكان القتال.                                                                                        |
| 507     |                  | الفرنجة بقيادة كلوفيس الأول يهزمون القوط الغربيين في معركة فيولي                                  | أجبر القوط على العودة إلى إسبانيا. |
| ت 524   |                  | انهى بوثيوس من كتابة عزاء الفلسفة                                                                 | وصف الكتاب بأنه أحد الأعمال الفلسفية الأكثر شعبية وتأثيرا على الغرب في العصور الوسطى وأوائل عصر النهضة المسيحي. |
| 527     | 1 أغسطس          | جستنيان الأول يصبح إمبراطوراً رومانياً شرقياً.                                                       | عرف عن جستنيان بأنه رائد الإصلاح القانوني المدني (529)، وعرف بتمدد إمبراطوريته واسترداده للمناطق الرومانية التي أخذها القوط الشرقيون.                                                                                    |
| 529—534 |                  | جستنيان الأول يصدر القانون المدني المسمى قانون جستنيان.                                           | تلك حصيلة قرون من الكتابات القانونية والإعلانات الإمبراطورية في ثلاث أجزاء من كتاب القانون. |
| 529     |                  | بندكت النيرسي يؤسس دير في مونتي كاسينو.                                                           | هو أول دير من إثني عشر ديرا أسسها الراهب بندكت. وهي بداية لالرهبنة البندكتية. |
| 533     | 15 ديسمبر        | البيزنطيون بقيادة الجنرال بيليساريوس يستعيدون شمال أفريقيا من الوندال.                            | انتهى امر الوندال باسترداد البيزنطيون كامل الشمال الأفريقي. |
| 554-535 |                  | بدأت الحرب القوطية في إيطاليا وهي جزء من حروب جستنيان الأول لإسترداد كامل الأراضي الرومانية.      | استعاد البيزنطيين إيطاليا ولكنهم فصلوها عن اقتصادهم. مما اضعف إيطاليا عند مواجهتها غزو اللومبارديون. |
| 542     |                  | الطاعون الدملي يصل القسطنطينية مسببا بموت 230,000 شخص في المدينة وحوالي مليوني داخل الإمبراطورية. | قوض هذا الطاعون والمسمى طاعون جستنيان محاولات الإمبراطور لإستعادة مجد الإمبراطورية الرومانية خلال غزواته. وأصبح هذا الطاعون جائحة ضاربا بقوة وبشكل مستمر أوروبا والشرق الأوسط وشمال أفريقيا خلال ال200 عام وحتى سنة 750. |
| 552     |                  | اكتمال استعادة البيزنطيون لكامل إيطاليا.                                                          | |
| 568     |                  | انشاء مملكة لومبارديا في إيطاليا.                                                                 | استمرت تلك المملكة حتى غزو الفرنجة بقيادة شارلمان سنة 774م. |
| 571     |                  | ولادة الرسول محمد.                                                                                | مؤسس الدين الإسلامي وآخر الرسل والأنبياء. |
| 577     |                  | استمرار تقدم ويست ساكسون بعد معركة ديرهام.                                                        | ادت المعركة إلى فصل إرتباط دومنونيا [الإنجليزية] (ديفون وكورنوال) الحضاري عن ويلز. |
| 581—618 | 4 مارس - 23 مايو | ظهور أسرة سوي في الصين.                                                                           | توحدت الصين لأول مرة منذ 400 سنة |
| 590     |                  | غريغوريوس الأول يعتلي كرسي بابوية كاثوليكية.                                                      | وصل العمل التبشيري إلى مستويات جديدة خلال توليه منصبه، فأحدث ثورة في طريقة العبادة للكنيسة الكاثوليكية (مثل الأناشيد) والقداس.. إلخ. وقد طوب بعد وفاته بوقت قصير.                                                        |
| 597     |                  | وصول أوغسطينوس إلى كنت.                                                                           | بداية دخول المسيحية إلى إنجلترا (أنجلو-ساكسون). |

### القرن السابع
| سنة     | التاريخ             | الحدث | أهمية الحدث                                                                                                |
| ------- | ------------------- | --- | --- |
| 602—629 |                     | آخر الحروب البيزنطية-الساسانية.                                                                                                 | أنهكت تلك الحروب كلا الإمبراطوريتين وجعلتهما ضعيفتين أمام الظهور القوي للجيوش الإسلامية في عقد 630.        |
| 604—609 |                     | إنشاء القناة الكبرى في الصين.                                                                                                   | أهمية القناة على مدى تاريخها هو نقل الحبوب إلى العاصمة.                                                    |
| 609     |                     | يوم ذي قار | انهزم الساسانيون أمام قبائل العرب، واهتز فيه حكم الفرس بالعراق.                                            |
| 618—‏907 | 18 يونيو —‏1 يونيو   | ظهور أسرة تانج في الصين. | استمر النظام الأساسي الإداري من هذا سلالة لمدة 286 سنة.                                                    |
| 622     | 9 سبتمبر— 23 سبتمبر | هجرة الرسول من مكة إلى المدينة.                                                                                                 | اعتبر هذا الحدث أنه بداية للتقويم الإسلامي.                                                                |
| 624     | 13 مارس             | غزوة بدر | هي أولى معارك الرسول.                                                                                      |
| 626     |                     | الفرس والسلاف الأفار يكملون حصارهم للقسطنطينية ولكنهم لم يتمكنوا من فتحها، فتنكسر قوة الآفار ويتحول الفرس من الهجوم إلى الدفاع. | |
| 627     |                     | معركة نينوى. | وفيه حطم البيزنطيون بقيادة هرقل الجيش الفارسي.                                                             |
| 631     |                     | وفاة الرسول محمد. | بوفاته يكون الإسلام انتشر في كل الجزيرة العربية.                                                           |
| 632     |                     | المسلمون يختارون أبوبكر أول خليفة للمسلمين.                                                                                     | انهى تمرد المرتدين ووحد الصفوف تجاه العراق والشام.                                                         |
| 633/634 |                     | معركة هفنفيلد [الإنجليزية]. | هزم جيش نورثمبريا بقيادة أوزوالد الجيش الويلزي.                                                            |
| 638     |                     | فتح القدس. | |
| 641     |                     | معركة نهاوند | سميت بفتح الفتوح. ودخل بعدها المسلمون بلاد فارس.                                                           |
| 643     |                     | جيش المسلمين بقيادة عمرو بن العاص يفتح الإسكندرية.                                                                              | |
| 644     |                     | مقتل عمر. | اغتاله غلام المغيرة بن شعبة واسمه فيروز.                                                                   |
| 645     |                     | سقوط عشيرة سوغا في اليابان. | بدأ فترة من التقليد للثقافة الصينية. حيث ظهرت فترة نارا بعدها بسنة.                                        |
| 650     |                     | اكتمال استيلاء السلاف على البلقان.                                                                                              | |
| 661     | 27 يناير            | مقتل علي بن أبي طالب. | قتله عبد الرحمن بن ملجم. فانتقل الحكم إلى ابنه الحسن ثم معاوية بن أبي سفيان حيث بدأ حكم الأمويون في الشام. |
| 663     |                     | المجمع الكنسي في وتبي | حيث انتصرت الكنيسة الرومانية على الكنيسة الكلتية في إنجلترا.                                               |
| 668     |                     | انتهاء فترة ممالك كوريا الثلاث                                                                                                  | حيث أسست شلا الموحدة فحكمت ممالك الشمال والجنوب لمدة 30 عاما.                                              |
| 674-678 |                     | حصار القسطنطينية الأول | لم يتمكن المسلمون من فتح القسطنطينية. مما أخر الفتوحات الإسلامية لأوروبا من جهة الشرق لعدة قرون.           |
| 680     | 12 أكتوبر           | مقتل الحسين بن علي بن أبي طالب سيد شهداء الجنة                                                                                  | قتله عمر بن سعد بإيعاز من يزيد بن معاوية في معركة كربلاء. وبمقتله ثارت فتنة بين المسلمين.                  |
| 681     |                     | نشأة الإمبراطورية البلغارية الأولى.                                                                                             | وهو البلد الذي كان له تأثير كبير على أوروبا خلال العصور الوسطى.                                            |
| 685     |                     | معركة دنيشين | حيث هزم البيكتيين الجيش النورثمبري، وانهوا هيمنتهم.                                                        |
| 698     |                     | فتح قرطاج على يد المسلمين. | نهاية حكم البيزنطيين على شمال أفريقيا.                                                                     |
| 698     |                     | بداية فترة دولتا الشمال والجنوب في كوريا.                                                                                       | استمر وجود كلا من شلا وبالها في جنوب وشمال الجزيرة الكورية إلى سنة 926                                     |

### القرن الثامن
| سنة  | التاريخ   | الحدث | أهمية الحدث                                                                                                  |
| ---- | --------- | --- | --- |
| 705  |           | بدء بناء المسجد الأموي. | استمر بناءه 15 سنة وذلك زمن الخليفة الوليد بن عبد الملك.                                                     |
| 711  |           | بدء الفتح الإسلامي للأندلس بقيادة طارق بن زياد. | بدأت فترة حكم المسلمين داخل في الأندلس (مع أجزاء مختلفة من شبه الجزيرة الإيبيرية) حتى نهاية القرن الخامس عشر |
| 718  |           | فشل حصار القسطنطينية الثاني الذي أقامه المسلمون حولها. | القوات البيزنطية-البلغارية المشتركة توقف تقدم المسلمين تجاه جنوب شرق أوروبا.                                 |
| 726  |           | حركة مناهضة لعبادة الصور المقدسة تبدأ في الأقاليم الشرقية من الإمبراطورية البيزنطية خلال حكم الإمبراطور ليو الثالث الأيسوري. وقد عارضه البابا جريجوري الثالث، وقد كان اختلافا جوهريا قويا بين الكنيسة الرومانية والبيزنطية. | |
| 732  | أكتوبر    | معركة بلاط الشهداء. شارل مارتل يوقف تقدم الجيوش الإسلامية. | ساعدت على نهوض الإمبراطورية الكارولنجية للفرنجة، وأوقفت تقدم المسلمين أبعد من جنوب فرنسا.                    |
| 735  | 26 مايو   | وفاة بيدا. | ينظر إليه على أنه أب التاريخ الإنجليزي                                                                       |
| 737  |           | انشاء جامعة الزيتونة. | تعتبر أقدم جامعة بالعالم.                                                                                    |
| 750  | 25 يناير  | بدء الخلافة العباسية. | |
| 751  |           | بيبين القصير يؤسس الأسرة الكارولنجية. | |
| 751  |           | أول إمام للإباضية بعُمان وهو الجلندى بن مسعود. | |
| 754  |           | بيبين يعد البابا بإعطاءه وسط إيطاليا. يمكن القول إنه بداية السلطة الدنيوية للبابوية. | |
| 756  |           | عبد الرحمن الداخل يستهل حكمه بدخوله قرطبة. | استمرت الدولة الأموية في الأندلس حتى سنة 1031.                                                               |
| 768  |           | بدء عهد شارلمان. | |
| 773  |           | أول اصطرلاب في الإسلام صنعه محمد بن إبراهيم الفزاري. | |
| 778  |           | معركة ممر رونسفال. | |
| 785  |           | عبد الرحمن الداخل يبدأ في بناء جامع قرطبة. | اسمترت الزيادات والترميمات في المسجد مدة قرنين ونصف.                                                         |
| 786  | 14 سبتمبر | تولي هارون الرشيد الخلافة في بغداد. | |
| 788  |           | إدريس بن عبد الله ينشئ الدولة الإدريسية في المغرب. | بنى مدينة فاس حيث جعلها عاصمة له.                                                                            |
| ~790 |           | انشاء بيت الحكمة. | |
| 793  |           | بداية هجمات الفايكنغ على إنكلترا بنهب لينديسفارن. | |
| 794  |           | فترة هييآن في اليابان. | هي آخر فترات الحقبة الكلاسيكية في تاريخ اليابان. وكان التأثير الصيني على اليابان هو الأقوى خلال تلك الحقبة.  |
| 795  | 29 يوليو  | موت الملك أوفا. | به انتهي عهد المرسيين في إنكلترا.                                                                            |

### القرن التاسع
| سنة     | التاريخ   | الحدث                                                                                | أهمية الحدث |
| ------- | --------- | ------------------------------------------------------------------------------------ | --- |
| 800     |           | إبراهيم بن الأغلب يؤسس دولة الأغالبة في أفريقية.                                     | عينه الرشيد واليا عليها ثم استقل بها.                                                                               |
| 800     |           | البابا ليون الثالث يتوج شارلمان إمبراطور روماني مقدس للإمبراطورية الرومانية المقدسة. | اعترفت البابوية رسميا عند تتويجه بأن مملكة شارلمان هي أضخم مملكة في أوروبا منذ سقوط الإمبراطورية الرومانية.         |
| 809     |           | وفاة هارون الرشيد.                                                                   | كادت أن تتفكك الدولة العباسية بعد وفاته بسبب الحرب بين ابنيه الأمين والمأمون                                        |
| 813     |           | المأمون يتولى زمام الخلافة الدولة العباسية.                                          | يعتبر عهده هو العصر الذهبي للدولة العباسية.                                                                         |
| 814     |           | موت شارلمان.                                                                         | كانت وفاته عاملا على تفكك الإمبرطورية بعده بثلاثين عاما.                                                            |
| 815     |           | وفاة أبو الكيمياء جابر بن حيان.                                                      | |
| 817-816 |           | ثورة بابك الخرمي.                                                                    | استمرت الثورة قرابة 20 سنة حتى أخمدها المعتصم                                                                       |
| 819     |           | محمد بن زياد الأموي يؤسس الدولة الزيادية في اليمن.                                   | |
| 820     |           | وفاة الإمام محمد بن إدريس الشافعي.                                                   | ثالث الأئمة الأربعة ومؤسس المذهب الشافعي.                                                                           |
| 825     |           | معركة إيلاندون حيث انتصر إيجبرت على الميرسيين.                                       | أصبحت مملكة وسكس أقوى ممالك إنجلترا.                                                                                |
| 827     |           | المسلمون بقيادة أسد بن الفرات يدخلون صقلية.                                          | أنشئت بعد موته إمارة صقلية، إلا أن احتلال كامل الجزيرة لم يتم إلا سنة 965م                                          |
| 827     |           | أهل الربض ينشؤن إمارة كريت بعد طردهم من الإسكندرية.                                  | |
| 833     |           | محنة أحمد بن حنبل في فتنة خلق القرآن.                                                | بدأت الفتنة زمن المأمون واستمرت حتى سنة 848 زمن المتوكل                                                             |
| 835     |           | بناء سامراء.                                                                         | |
| 838     |           | الخليفة المعتصم ينتصر في معركة عمورية.                                               | خربت المدينة ولم تسكن بعد ذلك.                                                                                      |
| 840     |           | إنشاء إمارة باري الإسلامية بجنوب إيطاليا.                                            | |
| 843     |           | تقسيم إمبراطورية شارلمان بين أحفاده بعد معاهدة فيردان.                               | مهدت تلك المعاهدة إلى تقسيم الإمبراطورية الرومانية المقدسة وفرنسا كدولتين منفصلتين.                                 |
| 844     |           | غزا جيش الفايكنج النورماندي لأول مرة مدينة لشبونة.                                   | أسماهم الأندلسيون بالمجوس. وبعدها بني للمدينة سور لحمايتها. وشن الفايكنج غارة أخرى في 966 ولكنهم انهزموا.           |
| 847     |           | وفاة عالم الرياضيات محمد بن موسى الخوارزمي.                                          | اعتبر أنه رائد علم الخوارزميات.                                                                                     |
| 859     |           | انشاء جامعة القرويين في مدينة فاس.                                                   | ثاني أقدم جامعة بالعالم بعد الزيتونة. وبنتها فاطمة الفهرية                                                          |
| 862     |           | تأسيس إمارة للفايكنج في روسيا بزعامة روريك                                           | حكمت أسرته لثمانية قرون من نوفجورود اولا ثم كييف (لاحقا دوقية موسكو ثم روسيا القيصرية).                             |
| 864     |           | بداية عمليات تنصير في بلغاريا.                                                       | |
| 866     |           | فترة عهد الفوجيوارا في اليابان.                                                      | أضحت أقوى قبيلة خلال فترة هييآن وامتدت ثلاث قرون                                                                    |
| 866     |           | جيش الفايكنج العظيم يصل إنجلترا                                                      | سحق فيها ممالك نورثمبريا وأنكليا الشرقية ومرسيا.                                                                    |
| 868     |           | أحمد بن طولون ينفصل عن الدولة العباسية وينشئ الدولة الطولونية في مصر.                | |
| 868     |           | أول كتاب مطبوع في الصين.                                                             | |
| 883-869 |           | ثورة الزنج في البصرة.                                                                | |
| 871     |           | ألفريد العظيم يتولى العرش، وهو أول ملك لإنجلترا المتحدة.                             | دافع عن إنجلترا ضد غزوات الفايكنج. أسس القوانين وأحيا الأنشطة الدينية والعلمية من جديد.                             |
| 872     |           | هارولد الأول يصبح ملك النرويج.                                                       | |
| 874     |           | النورسيون (النرويجيون القدماء) يقطنون إيسلندا.                                       | |
| 874     |           | انشاء الدولة السامانية في بلاد ماوراء النهر وأجزاء من فارس وأفغانستان.               | |
| 882     |           | تأسيس خقانات روس                                                                     | استمرت في الوجود ل 450 عاما حتى الغزو المغولي لروسيا، وبلغت ذروتها إبان حكم ياروسلاف الحكيم أواسط القرن الحادي عشر. |
| 885     |           | الأخوين كيرلس وميثوديوس يصلان بلغاريا                                                | انشأ الأخوين أبجدية سريلية؛ ففي العقدين التاليين أصبحت بلغاريا مركزا ثقافيا وروحيا للعالم السلافي الأرثوذكسي.       |
| 885—886 |           | الفايكنج يحاصرون باريس.                                                              | |
| 893     |           | سايمون الأول يصبح ملكا للإمبراطورية البلغارية الأولى في البلقان.                     | |
| 896     |           | أول ظهور للمجريون في بانونيا مع ملكهم أرباد.                                         | |
| 899     | 26 أكتوبر | موت ألفريد العظيم.                                                                   | |

### القرن العاشر
| سنة     | التاريخ  | الحدث                                                                                             | أهمية الحدث                                                                                      |  |
| ------- | -------- | ------------------------------------------------------------------------------------------------- | ------------------------------------------------------------------------------------------------ |  |
| ~900    |          | سقوط اميراطورية المايا                                                                            |                                                                                                  |  |
| 907     |          | سقوط سلالة تانغ الصينية بعد خلع الإمبراطور أي                                                     | بدء فترة الأسر الخمس والممالك العشر في الصين.                                                    |  |
| 909     |          | ظهور الدولة الفاطمية في شمال أفريقيا.                                                             |                                                                                                  |  |
| 910     |          | إدوارد الكبير ابن ألفريد يهزم الفايكنج النورثمبريون في معركة تتنهول [الإنجليزية].                 | لم يتمكن الفايكنج من غزو جنوب نهر هامبر مرة أخرى.                                                |  |
| 911     |          | رولو أحد زعماء الفايكنج يقود قبيلته للسكن في نيوستريا ما يسمى الآن نرمندية، مؤسسا دوقية نورماندي. |                                                                                                  |  |
| 917     |          | معركة أشيلوس حيث هزم ملك البلغار سيميون الأول البيزنطيون.                                         | انتزع فيها اعتراف بيزنطة بحكم البلغار.                                                           |  |
| 919     |          | اختيار هنري الصياد دوق سكسونيا ملكا على ألمانيا. وهو أول ملك من الأوتونيين.                       | يعتبر هنري الأول مؤسس وأول ملك لألمانيا في العصور الوسطى.                                        |  |
| 927     |          | الملك أثيلستان يوحد ممالك الأنجلوسكسونية السبع ويؤسس مملكة إنجلترا.                               | الممالك هي وسكس وساسكس وإسكس وكنت وشرق أنجليا ومرسيا ونورثمبريا.                                 |  |
| 927     |          | موت سيميون الأول. الاعتراف بالكنيسة البلغارية الأرثوذكسية، وهي أول كنيسة وطنية مستقلة في أوروبا.  |                                                                                                  |  |
| 928     | 1090-928 | مردويه بن زيار يؤسس الدولة الزيارية بشمال إيران.                                                  | طالب بعودة الإمبراطورية الساسانية والدين الزرادشتي. لكن الدولة مع بعده انتقلت إلى الدين الإسلامي |  |
| 929     |          | استباحة القرامطة للكعبة في موسم الحج وأخذهم الحجر الأسود.                                         | قتل ثلاثين ألفا من أهل البلد والحجاج، وبقي الحجر الأسود عندهم حوالي اثنين وعشرين عاما.           |  |
| 929     |          | عبد الرحمن الناصر لدين الله يحيي الخلافة الأموية في الأندلس فيصبح بذلك أول خليفة فيها.            | بداية الخلافة الأموية في الأندلس التي استمرت مئة عام (929-1031).                                 |  |
| 934     |          | استيلاء عماد الدولة على فارس وتأسيس الدولة البويهية.                                              |                                                                                                  |  |
| 936     |          | وانغ جيون يوحد ممالك كوريا الثلاث.                                                                |                                                                                                  |  |
| 945     |          | دخول عماد الدولة البويهي لبغداد واعلن نفسه حامي الخلافة.                                          | استمر الوجود البويهي في بغداد حتى سنة 1055.                                                      |  |
| 955     |          | هزم أوتو الأول ابن هنري الصياد المجريون في معركة لخفيلد.                                          | لم يتمكن المجريون من الوصول إلى وسط أوروبا.                                                      |  |
| ~960    |          | أضحى مييشكو الأول دوق بولانيا [الإنجليزية].                                                       | أول زعيم تاريخي لبولندا وهو مؤسس دولة بولندا.                                                    |  |
| 960     |          | دخول السلاجقة في الإسلام.                                                                         |                                                                                                  |  |
| 962     |          | تنصيب أوتو الأول إمبراطور روماني مقدس.                                                            |                                                                                                  |  |
| 963-964 |          | أوتو يعزل البابا يوحنا الثاني عشر ويعين البابا ليو الثامن.                                        | مواطني روما يتعهدون بعدم انتخاب أي بابا آخر بدون اعتماد الإمبراطورية المقدسة.                    |  |
| 965-967 |          | اعتناق مييشكو الأول وبلاطه الديانة المسيحية، وجعلها ديانة قومية للبلد.                            |                                                                                                  |  |
| 969     |          | جون زميسكس الأول يغتال نقفور الثاني يتوج امبراطورا بدلا عنه.                                      |                                                                                                  |  |
| 969     |          | جوهر الصقلي ينشئ مدينة القاهرة.                                                                   |                                                                                                  |  |
| 970     |          | انشاء جامعة الأزهر في القاهرة.                                                                    | بناها المعز الفاطمي.                                                                             |  |
| 971     |          | بلقين بن زيري ينشئ الدولة الزيرية في المغرب الأوسط.                                               | استخلفه المعز لدين الله الفاطمي على إفريقية عندما توجه إلى مصر.                                  |  |
| 975     |          | ظهور الغزنويين في آسيا الوسطى.                                                                    | هي أول سلطنة تركية مسلمة                                                                         |  |
| 976     |          | وفاة جون زميسكس الأول: ويخلفه باسيل الثاني كحاكم الإمبراطورية وحده.                               | تحت حكم باسيل الثاني، تصل الإمبراطورية إلى ذروتها منذ حكم جستنيان.                               |  |
| 978     |          | الوزير المنصور بن أبي عامر يصبح الحاكم الفعلي لخلافة المسلمين في الأندلس.                         | وصول قوة المسلمين في الأندلس إلى الذروة تحت حكم المنصور.                                         |  |
| 981     |          | آخر حملة لباسيل الثاني ضد البلغار.                                                                | استمرت الحملة حتى سنة 1018.                                                                      |  |
| 985     |          | بدء حملة إيريك الأحمر الإسكندنافية الاستعمارية لغزو غرينلاند.                                     |                                                                                                  |  |
| 987     |          | تتويج أوغو كابيه على عرش فرنسا.                                                                   | بدء سلالة الكابيتيون.                                                                            |  |
| 988     |          | أدخل فلاديمير الأول المسيحية في روسيا. واعلان الأرثوذكسية دين رسمي للبلد.                         |                                                                                                  |  |
| 999     |          | هزيمة الدولة السامانية وضمها للغزنويين.                                                           |                                                                                                  |  |

## عصور وسطى متوسطة

### القرن الحادي عشر
| سنة  | التاريخ  | الحدث | أهمية الحدث                                                                        |
| ---- | -------- | --- | ---------------------------------------------------------------------------------- |
| 1001 |          | استقرار ليف إريكسون في لانس أو ميدوز الموجودة فيما يسمى الآن كندا. | اعتبر إريكسون أول أوروبي استوطن الأمريكيتين خلال فترة استكشافات النورس للأمركيتين. |
| 1002 | 8 أغسطس  | وفاة المنصور بن أبي عامر. | بموته بدأ افول الدولة الأموية.                                                     |
| 1006 |          | محمود الغزنوي يهزم إيلك خان القره خاني. |                                                                                    |
| 1016 |          | أضحى كانوت العظيم ملك إنجلترا الموحد بعد موت عدوه إدموند أيرونسايد الذي كان يشاركه في حكم البلاد.                                                                        | استمر حكم الدنماركيون لإنجلترا مدة 26 سنة قبل غزو النورمان                         |
| 1018 |          | تمكن البيزنطيون بقيادة باسيل الثاني من غزو بلغاريا بعد حروب دامت 50 عاما.                                                                                                |                                                                                    |
| 1030 | 30 ابريل | وفاة محمود الغزنوي. | استمرت الدولة الغزنوية حتى سنة 1186                                                |
| 1037 |          | ظهور الدولة السلجوقية بزعامة طغرل بك في آسيا الوسطى بعد اجتياحهم غزنة بمعركة داندقان.                                                                                    | استمرت تلك الدولة حتى سنة 1194                                                     |
| 1049 |          | البابا ليو التاسع يجلس على العرش البابوي. |                                                                                    |
| 1050 |          | بدء استخدام الأسطرلاب لأول مرة في أوروبا. | استخدمه المسلمون منذ سنة 773.                                                      |
| 1054 |          | حدوث الانشقاق العظيم والذي قسم الكنيسة إلى غربية وشرقية. |                                                                                    |
| 1055 |          | طغرل بك يدخل بغداد ويقضي على البويهيون. |                                                                                    |
| 1055 |          | بداية ظهور دولة المرابطون. |                                                                                    |
| 1066 |          | دوق نورماندي وليام الفاتح يغزو إنجلترا ويصبح ملكا عليها بعد موقعة هاستنجز.                                                                                               | نهاية حكم الأنجلوساكسون وبدء السلالة النورمانية.                                   |
| 1067 |          | البابا غريغوري السابع يجلس على الكرسي البابوي. | البدء بفترة إصلاح الكنيسة.                                                         |
| 1071 |          | معركة ملاذكرد بين السلاجقة بقيادة ألب أرسلان يسحقون الجيش البيزنطي. | بداية نهاية حكم البيزنطيون في آسيا الصغرى.                                         |
| 1071 |          | النورمان يستولون على باري، آخر المناطق البيزنطية في جنوب إيطاليا. |                                                                                    |
| 1077 |          | امبراطور الروماني المقدس هنري الرابع يرحل ماشيا حتى كانوسا في إيطاليا، حيث وقف حافي القدمين في الثلج لطلب الصفح من البابا عن جرائمه، والاعتراف بالهزيمة في نزاع التنصيب. | ساعد ذلك على تثبيت الهيمنة البابوية على ملوك وأمراء أوروبا لفترة 450 سنة تالية.    |
| 1077 |          | بدء تشييد برج لندن. | احتفظت الإمبراطورية البريطانية بالبرج منذ انشائه.                                  |
| 1077 |          | ظهور الدولة الخوارزمية على يد أنوشطغين. | استمرت تلك الدولة حتى سقوطها علي يد المغول سنة 1231.                               |
| 1085 |          | بعد حصار أربع سنوات طليطلة تسقط بيد الفونسو السادس. | بعدها استنجد ملوك الطوائف بالمرابطون لإنقاذهم.                                     |
| 1086 |          | استكمال كتاب ونشيستر، وهو كتاب يحصر الأراضي الكبيرة والممتلكات بتكليف من وليم الفاتح لتقييم أملاكه الجديدة.                                                              | وتلك أول مرة يحصل مثل هذا الحصر منذ أيام الرومان.                                  |
| 1086 |          | معركة الزلاقة التي انتصر فيها يوسف بن تاشفين على الفونسو السادس |                                                                                    |
| 1087 |          | شنت جمهوريات إيطالية حملة على المهدية عاصمة الزيريون لكبح جماح القرصنة.                                                                                                  | تمكنت الحملة من نهب المدينة قبل أن يصالحهم تميم مقابل دفع 100 ألف دينار.           |
| 1088 |          | فتح جامعة بولونيا. | أقدم جامعة في أوروبا.                                                              |
| 1090 |          | أمسك حسن الصباح بقلعة ألموت مؤسسا جماعة الحشاشون الإسماعيلية. |                                                                                    |
| 1091 |          | غزا النورمان جزيرة صقلية. فأنهوا بذلك الحكم الإسلامي فيها. |                                                                                    |
| 1095 |          | دعوة البابا أوربانوس الثاني لبدء الحروب الصليبية للاستيلاء على الأرض المقدسة، وصد الأتراك السلاجقة عن الإمبراطورية البيزنطية وملكها ألكسيوس الأول كومنينوس.              | انطلقت من دعوة البابا الحملة الصليبية الأولى فاتجهت صوب المشرق.                    |
| 1099 |          | استولى الصليبيون على القدس بعد حصارها. | أسست فيها مملكة القدس واستمرت زهاء القرنين.                                        |

### القرن الثاني عشر
| سنة       | التاريخ     | الحدث | أهمية الحدث |
| --------- | ----------- | --- | --- |
| 1102      |             | تشكيل اتحاد بين مملكتي كرواتيا والمجر بزعامة ملك مجري.                                                                                                   | |
| 1106      | 9/28        | هنري الأول ملك إنجلترا يهزم أخيه الأكبر روبرت كورتز، دوق نورماندي في معركة تينشيبراي، ويسجنه في قلعة ديفايزيس.                                           | هذا النصر أوجد بعد ذلك صراعا لامفر منه بين إنجلترا وأسرة الكابيتيون المالكة في فرنسا.                                                                                           |
| 1106      |             | وفاة يوسف بن تاشفين. | |
| 1107      |             | اقترحت أديلة أخت الملك هنري الأول تسوية انهت بموجبها صراع الحكم في إنجلترا.                                                                              | أزالت تلك التسوية واحدة من نقاط الاحتكاك بين العرش الإنجليزي والكنيسة الكاثوليكية.                                                                                              |
| 1108      |             | انتصار المرابطين بقيادة تميم بن يوسف على قوات ألفونسو السادس في معركة أقليش.                                                                             | قتل فيها ولي العهد سانشو بن ألفونسو. |
| 1109      | 8/24        | معركة هندسفيلد حيث تمكن بوليس لاوس الثالث من هزيمة هنري الخامس ملك الإمبراطورية الرومانية المقدسة.                                                       | توقف المد الألماني تجاه الشرق. |
| 1111      |             | وفاة الفقيه والفيلسوف أبو حامد الغزالي. | |
| 1116      |             | هزيمة السلاجقة الترك أمام البيزنطيون في آقشهر. | تخلى الترك عن جميع المناطق الساحلية للأناضول وكذلك غربها. |
| 1117      |             | إنشاء جامعة أوكسفورد. | أقدم جامعة في المملكة المتحدة. |
| 1118      |             | إنشاء فرقة فرسان الهيكل لحماية القدس والحجاج الأوروبيون خلال رحلتهم إلى مدينة القدس.                                                                     | |
| 1121      |             | ظهور الموحدون في شمال أفريقيا | بلغت أوجها عهد السلطان أبو يوسف المنصور. |
| 1122      | 9/23        | اتفاقية فورمز بين الإمبراطور هنري الخامس والبابا كاليستوس الثاني.                                                                                        | انهت تلك الاتفاقية الصراع على التنصيب وإن ظلت الخصومة شديدة بين الامبراطور والبابا.                                                                                             |
| 1123      | 3/18-3/27   | افتتح مجمع لاتران الأول سنة 1123 بعد تثبيت اتفاقية فورمز.                                                                                                | |
| 1125      |             | موت ملك جورجيا ديفيد الرابع. | |
| 1125      |             | انتخاب دوق ساكسونيا لوثر الثالث من سوبلنبورغ إمبراطور روماني مقدس بدلا من أقرب الورثة فريدريك الأول بربروسا.                                             | اعطى الإنتخاب شرارة صراع بين سلالة فلف وسلالة غولف وغبلين. |
| 1127-1125 |             | حادثة جنغ كانغ [الإنجليزية] . | اجتاح جنود جورشن كايفنغ مما وضع حدا لأسرة سونغ الشمالية في الصين. فتحركت أسرة سونغ جنوبا جعلوا لينان عاصمتهم الجديدة.                                                           |
| 1126      |             | الباطنية في أشد قوتهم ويستولون على بانياس. | قتلوا العديد من الأمراء ومنهم آق سنقر الحاجب. |
| 1127      |             | إنشاء الدولة الزنكية على يد عماد الدين زنكي. | استمرت تلك الدولة حتى 1250 |
| 1130      | 12/25       | البابا النقيض أناكليتوس الثاني يتوج روجر الثاني ملكا على صقلية.                                                                                          | مثل هذا التتويج بداية تمدد مملكة صقلية في البحر المتوسط تحت حكم الملوك النورمان والتي تمكنت من استيعاب كلا من الإمبراطورية الرومانية المقدسة والبابوية والإمبراطورية البيزنطية. |
| 1160-1134 |             | استولى روجر الثاني ملك صقلية على جربة. | تحت اسم مملكة أفريقيا توالت سقوط مدن أفريقية مثل قرقنة وطرابلس وجيجل وقابس والمهدية                                                                                             |
| 1135      |             | سنوات الفوضى تجتاح إنجلترا وانهيار القوانين والأنظمة الحاكمة.                                                                                            | تمثلت فترة ال19 عاما من النزاع الحكومي وحرب أهلية بين أنصار ستيفن وابنة عمه ماتيلدا، وانتهت بتتويج ابن ماتيلدا هنري الثاني وبدء سلالة بلنتجنت.                                  |
| 1139      |             | أعلن مجمع لاتران الثاني أن الزيجات الدينية باطلة ونظم اللباس الديني، وعاقب مهاجمي رجال الدين بالحرمان الكنسي.                                            | طبقت الإصلاحات الكبرى التي بدئها غريغوري السابع بحملة كبيرة لعدة عقود قبلها. |
| 1143      |             | وفاة الزمخشري صاحب كتاب الكشاف. | |
| 1143      |             | ظهور دولة بنو مهدي في اليمن. | |
| 1144      |             | سقوط إمارة الرها على يد عماد الدين زنكي. | إمارة الرها هي أول الممالك الصليبية وأسست خلال الحملة الصليبية الأولى |
| 1147–1149 |             | بدء الحملة الصليبية الثانية للانتقام من سقوط إمارة الرها الصليبية التي تأسست في الحملة الصليبية الأولى.                                                  | أول حملة قادها ملوك من أوروبا بقيادة لويس السابع. |
| 1150      |             | زواج ريموند برانجيه الرابع من الملكة بيترونيلا ملكة أراغون حيث كانا مخطوبين منذ 1137.                                                                    | أعطى هذا الزواج مملكة أرغون منفذاً إلى البحر الأبيض المتوسط مما مكنها من التمدد وأخذ المزيد من الأراضي.                                                                          |
| 1150      |             | استولى علاء الدين حسين سلطان الغوريون على غزنة. | |
| 1153      |             | استولى الصليبيون على مدينة عسقلان. | |
| 1158      |             | انشاء الرابطة الهانزية. | سجلت تلك الرابطة حقبة جديدة في تطوير الاقتصاد والتجارة بشمال وغرب أوروبا. |
| 1163      |             | تم وضع حجر الأساس في بناء كاتدرائية نوتردام. | |
| 1166      |             | توحيد الإمارات الصربية على يد ستيفان نيمانجا [الإنجليزية] لتكوين إمارة صربيا الكبرى.                                                                     | مثل صعود صربيا التي سيطرت على البلقان لثلاثمئة سنة. وتحالف معها كلا من مملكة المجر وجمهورية البندقية.                                                                           |
| 1171      |             | انهى صلاح الدين الأيوبي حكم الفاطميين. | اعتبرت تلك الفترة بروز الدولة الأيوبية. |
| 1171      |             | دخول الملك هنري الثاني الأراضي الإيرلندية لتأكيد سيادته وسينودس كاشال يعترف به.                                                                          | منذ نزوله الأراضي الإيرلندية استمرت الهيمنة الإنجليزية فترة سبعة قرون ونصف. |
| 1173      |             | أرسل صلاح الدين الأيوبي حملة بقيادة أخاه توران شاه إلى اليمن حيث أسس الحكم الأيوبي فيها.                                                                 | الحقت الحجاز بعدها لحكمهم. |
| 1174      | 15 مايو     | وفاة نورالدين زنكي وهو في التاسعة والخمسين. | دفن في المدرسة النورية الواقعة في سوق الخواصين بدمشق. |
| 1174      | 7/12        | وقوع الملك وليام الأسد أسيرا بيد الإنجليز في معركة ألنويك [الإنجليزية] فاشترط لإطلاق سراحه أن يقبل بالسيادة الإنجليزية عليه وأن يسلم لهم عدداً من القلاع. | |
| 1175      |             | أسس هونان شونين مدرسة (جنكو) جودو شو (الأرض الطاهرة) المتفرعة من البوذية.                                                                                | مثل هذا الحدث بداية ظهور البوذية في اليابان. |
| 1176      | 5/29        | هزيمة جيش فرسان الإمبراطور فريدريك بربروسا أمام جيش مشاة الرابطة اللومباردية في معركة لينيانو.                                                           | تلك أول هزيمة كبرى لجنود فرسان أمام المشاة. ويدل على دور جديد للبرجوازية. |
| 1179      | مارس        | قيد مجمع لاتران الثالث الإنتخاب البابوي على الكرادلة فقط، وحاكم سيمونية وحظر ترقية أي شخص إلى منصب أسقف قبل بلوغ سن الثلاثين.                            | |
| 1183      |             | تم توقيع الوثيقة النهائية للسلام بين فريدريك بربروسا والبابا والمدن اللومباردية.                                                                         | دمرت عدة مواد المعاهدة وحدة الإمبراطورية وألمانيا، وخضعت إيطاليا لتطورات انفصالية.                                                                                              |
| 1183      |             | عشيرة ميناموتو تطرد عشيرة تايرا من كيوتو. | انتهى النزاع الذي دام سنتين في معركة دان نو أورا (1185). |
| 1184      | يونيو-يوليو | يوسف بن عبد المؤمن يفشل في حصار شنترين في الأندلس وقد قتل فيها.                                                                                          | |
| 1184      | نوفمبر      | اصدر البابا لوكيوس الثاني مرسوم باباوي لإلغاء البدع الخبيثة المتنوعة.                                                                                    | من خلال هذا المرسوم تم إنشاء محاكم التفتيش في القرون الوسطى. |
| 1185      |             | أول ظهور لطاحونة هوائية عمودية في أوروبا. | |
| 1185      |             | إعادة تشكيل الإمبراطورية البلغارية الثانية. | |
| 1185      |             | قضت عشيرة ميناموتو في معركة دان نو أورا على عشيرة تايرا.                                                                                                 | بالقضاء على التايرا تمكنت الميناموتو من حكم اليابان وانشئت حقبة اقطاعية جديدة سميت فترة كاماكورا.                                                                               |
| 1186      | 1/27        | زواج الإمبراطور المستقبلي هنري السادس من كونستانس ملكة صقلية وريثة العرش الصقلي.                                                                         | ازاح هذا الزواج تركيز نضال غويلفيون وغيبلينيون على صقلية. |
| 1186      |             | انتهاء الدولة الغزنوية على يد الغوريون. | |
| 1187      | 4 يوليو     | انتصار صلاح الدين في معركة حطين على الصليبيين. | تمكن صلاح الدين من الإستيلاء على القدس بعد حصارها ومن نتائجها خروج الحملة الصليبية الثالثة.                                                                                     |
| 1188      |             | ريتشارد الأول يعتلي عرش إنجلترا. | خلقت ضرائبه الثقيلة لتمويل مشاريعه في أوروبا والحملة الصليبية كراهية من البارونات والشعب تجاه التاج، ويعاب عليه عدم اهتمامه بتمكين اللغة الإنجليزية في تطوير السياسة.           |
| 1188      |             | وفاة أسامة بن منقذ أحد قواد صلاح الدين. | |
| 1189–1192 |             | الحملة الصليبية الثالثة. | لم يتمكن الصليبيون من استرداد القدس ولكنهم بعد معاهدة الرملة سمح لهم بالحج إليها.                                                                                               |
| 1192      |             | في اليابان أطلق يوريتومو على نفسه لقب شوغون. | أطول سلسلة من الحكم العسكري المستبد حمل هذا اللقب. واستمر هذا التقليد حتى 1913.                                                                                                 |
| 1193      |             | وفاة صلاح الدين الأيوبي. | |
| 1193      |             | اجتاح اختيار الدين الخلجي الجامعة البوذية في نالاندا وأحرقها.                                                                                            | كانت تلك بداية النهاية للبوذية في الهند. |
| 1193      |             | بداية ظهور طائفة حرفية للتجار. | |
| 1195      | 18 يوليو    | انتصار الموحدين بقيادة المنصور على ملك قشتالة ألفونسو الثامن في معركة الأرك.                                                                             | |

### القرن الثالث عشر
| سنة       | التاريخ   | الحدث | أهمية الحدث |  |
| --------- | --------- | --- | --- |  |
| 1202      |           | اجتاحت الحملة الصليبية الرابعة بلدة زادار الكرواتية المنافسة للبندقية، وذلك لسد ديونها المثقلة للبندقية. بالرغم من منع البابا إينوسنت الثالث مثل هذا العمل وتهديده بالحرمان الكنسي.    | كان من المفترض أن تذهب تلك الحملة إلى مصر، وهي أول مرة تهاجم حملة صليبية كاثوليكية لمدينة كاثوليكية.                                                              |  |
| 1203-1202 |           | توجه محمد الناصر لقمع ثورة يحي بن غانية بعد استيلائه على بلاد أفريقيا. | استمرت ثورات بنو غانية خمسين عاما من 1184 وحتى موت يحي بن غانية في 1233                                                                                           |  |
| 1204      |           | اجتاحت الحملة الصليبية الرابعة مدينة القسطنطينية. | تعد إحدى العوامل التي أدت لإضمحلال البيزنطيون. |  |
| 1205      |           | هزيمة بالدوين الأول أمام كالويان ملك البلغار في معركة أدرنة. | بداية اضمحلال الإمبراطورية اللاتينية. |  |
| 1206      |           | ظهور إمبراطورية المغول بعد انتخاب جنكيز خان خاقانا أعظم للمغول. | احتل المغول أجزاء ضخمة من أوراسيا، وغيروا الكثير من الحدود السياسية.                                                                                              |  |
| 1208      |           | دعوة البابا إينوسنت الثالث إلى حملة صليبية للقضاء على الكاثار وممارساتهم المسيحية المنافسة لهم.                                                                                        | |  |
| 1208      |           | انشاء جامعة بالنثيا في بالنثيا التابعة لمملكة قشتالة. | أول جامعة في إسبانيا |  |
| 1209      |           | انشاء جامعة كامبريدج. | |  |
| 1211-1210 |           | بعد أن أخضع جنكيز خان مملكة شيا الغربية لحكمه، عبر بعدها صحراء جوبي لإخضاع مملكة جين.                                                                                                  | |  |
| 1212      |           | حملة الأطفال الصليبية. | |  |
| 1212      |           | هزيمة محمد الناصر الموحدي في معركة العقاب أمام ألفونسو الثامن. وكانت ثورة بنو غانية من أسباب ضعف جيش الناصر.                                                                           | ولم يتبق في الأندلس بعد تلك المعركة سوى إمارة غرناطة. |  |
| 1215      |           | توقيع جون ملك إنجلترا على الوثيقة العظمى أو الماجنا كارتا. | تلك أول مرة يوافق فيها ملك في العصور الوسطى على وثيقة تقلص من صلاحياته.                                                                                           |  |
| 1215      |           | إعلان مجمع لاتران الرابع حيث ناقش استحالة الشكلين (transubstantiation) وسيادة البابوية وسلوك رجال الدين. وأعلن أنه يجب أن يكون للمسلمين واليهود لباسهم الخاص الذي يميزهم عن المسيحيين. | |  |
| 1216      |           | اعتراف البابوية بالرهبنة دومينيكانية. | |  |
| 1218      |           | اندفاع المغول صوب الدولة الخوارزمية ثأرا لمقتل رسل جنكيز خان. | ادى ذلك إلى تدمير الدولة الخوارزمية ومقتل سلطانها علاء الدين محمد الخوارزمي. وقد دمرت مدن سمرقند ومرو وباميان وهراة وطوس ونيسابور ودمار عاصمة الدولة كهنه غرغانج. |  |
| 1218      |           | بدء الحملة الصليبية الخامسة بحصار دمياط. | تمكنت الحملة من احتلال دمياط ولكنهم هزموا عند توجههم إلى القاهرة في 1221.                                                                                         |  |
| 1223      |           | استقلالية الكنيسة الصربية الأرثوذكسية بقيادة القديس سابا الذي اعتبر أول مطران. | |  |
| 1227      | 18 أغسطس  | وفاة جنكيز خان. | انقسمت مملكته بين أبنائه وأحفاده إلى مملكة يوان وخانية جغتاي والقبيلة الزرقاء [الإنجليزية] والقبيلة البيضاء (اندمجتا معا تحت القبيلة الذهبية) والإيلخانية لاحقا   |  |
| 1230      |           | تأسيس سلطنة مالي على يد سندياتا كيتا. | |  |
| 1231      |           | مقتل جلال الدين منكبرتي. وبموته سقطت كامل الدولة الخوارزمية بيد المغول. | |  |
| 1235      |           | تأسيس الدولة الزيانية في الجزائر على يد يغمراسن بن زيان. | |  |
| 1236      |           | استقلال أبو زكريا الحفصي بتونس عن الموحدون وأسس الدولة الحفصية. | |  |
| 1240-1237 |           | بدء المغول بغزو روسيا. | |  |
| 1244      |           | ازدياد قوة الدولة المرينية بعد استيلائهم على مكناس ثم فاس على يد أبو يحيى بن عبد الحق.                                                                                                 | |  |
| 1249      |           | استكملت البرتغال استرداد اراضيها من المسلمين بعد وصولهم ناحية الغرب في أقصى الجنوب. | |  |
| 1250      |           | اوقفت معركة المنصورة الحملة الصليبية السابعة من التقدم. | أسفرت المعركة عن هزيمة الصليبين هزيمة كبرى منعتهم من إرسال حملة صليبية جديدة إلى مصر.                                                                             |  |
| 1256      |           | احتراق المسجد النبوي. ولم يرمم إلا زمن بيبرس. | |  |
| 1257      |           | تأسيس جامعة باريس. | |  |
| 1257      |           | فُرِضت أحكام اوكسفورد [الإنجليزية] على هنري الثالث ملك إنجلترا. | أسست تلك الأحكام نمط جديد من أنماط حكومة ملكية لها سلطة محدودة.                                                                                                   |  |
| 1258      |           | سقوط بغداد على يد المغول بقيادة هولاكو. | سيطر مغول الإيلخانات على المنطقة، وقد عدت تلك الفترة نهاية العصر الذهبي للإسلام.                                                                                  |  |
| 1260      | 3 سبتمبر  | هزيمة المغول أمام المماليك بقيادة قطز في معركة عين جالوت. | اوقفت تلك المعركة تمدد المغول بالشرق الأوسط فلم يتمكنوا من الوصول إلى مصر.                                                                                        |  |
| 1265      |           | وفاة هولاكو خان مؤسس الإيلخانات. | |  |
| 1266      |           | وفاة بركة خان مؤسس القبيلة الذهبية. | |  |
| 1267      |           | تأسيس سلطنة ساموديرا باساي على يد الملك الصالح [الإنجليزية]. | |  |
| 1269      |           | نهاية دولة الموحدين. | |  |
| 1273-1272 |           | الحملة الصليبية التاسعة. | اعتبرت آخر الحملات الصليبية الكبرى. |  |
| 1273      |           | انتخاب رودولف الأول لحكم الإمبراطورية الرومانية المقدسة. | بانتخابه بدأ حكم أسرة هابسبورغ الذي استمر حتى نهاية حكم فرانسيس الثاني سنة 1806.                                                                                  |  |
| 1274      |           | بعد وفاة توما الأكويني تم نشر كتابه الخلاصة اللاهوتية. | اعتبر أحد أكثر الأعمال تأثيرًا للأدب الغربي في العصور الوسطى. |  |
| 1277      |           | وفاة الظاهر بيبرس. | |  |
| 1279      | 19 مارس   | انتصار المغول على أسرة سونغ في معركة يامن البحرية. | انهت المعركة أسرة سونغ لتحلَّ محلها أسرة يوان في حكم الصين. |  |
| 1282      |           | اندلاع حرب صلاة الغروب الصقلية حيث قتل الصقليين حوالي 3000 فرنسي من الأنجو. | استمرت الحرب عقدين حتى انتهت بمعاهدة بين أرغون وصقلية وآل أنجو الكابيتيون.                                                                                        |  |
| 1283      |           | برلمان كاتالونيا [الإنجليزية]. | ترأسه الملك بيدرو الثالث ملك أراغون لكامل إمارة كتالونيا، عد من أوائل برلمانات القرون الوسطى التي حدت من التشريعات الأحادية للسلطة الحاكمة.                       |  |
| 1285      |           | انقسام أفريقية إلى تونس وبجاية. | |  |
| 1290      |           | انتهاء حكم مماليك الهند على يد جلال الدين مؤسس الدولة الخلجية. | |  |
| 1291      |           | سقوط عكا آخر المعاقل الصليبية في الشام. | بسقوطها انتهت صفحة الحروب الصليبية. |  |
| 1296      |           | اندلاع حرب الاستقلال الاسكتلندية الأولى بعد قيام إدوارد الأول ملك إنجلترا بغزو اسكتلندا.                                                                                               | |  |
| 1296      |           | اسلام غازان بن أرغون خان الدولة الإليخانية. | انتقال الدولة النهائي إلى الإسلام بعد أن كانت بوذية. |  |
| 1297      | 11 سبتمبر | معركة جسر ستيرلنغ | ظهور وليام والاس زعيما للمقاومة الاسكتلندية ضد الإنجليز. |  |
| 1298      |           | كتب ماركو بولو قصصه عن الصين مع روستيشيلو دا بيزا. | كانت خطوة أولى لمد جسور التجارة بين أوروبا وآسيا. |  |
| 1299      | 27 يوليو  | أسس عثمان بن أرطغرل الدولة العثمانية والتي سميت باسمه. | هي من أطول الدول الإسلامية عمرا، فقد استمرت 6 قرون حتى القرن ال20.                                                                                                |  |

## عصور وسطى متأخرة

### القرن الرابع عشر
| سنة       | التاريخ   | الحدث                                                                                                | أهمية الحدث |
| --------- | --------- | --- | --- |
| 1303      |           | انتصار المماليك على مغول الإليخانات في معركة شقحب.                                                   | آخر غزوات المغول على الشام. |
| 1307      | 13 أكتوبر | جمع ملك فرنسا فيليب الوسيم فرسان الهيكل وقتلهم بدعم من البابا.                                       | عجلت بزوال التنظيم خلال عشر سنوات.                                                                                                  |
| 1307      |           | بداية مايسمى السبي البابلي للبابوية عندما انتقل البابوات إلى أفينيون.                                | |
| 1310      |           | أصدر دانتي شعره الملحمي الكوميديا الإلهية.                                                           | |
| 1310      |           | استكمل علاء الدين الخلجي غزواته بالهند بفتح هضبة الدكن.                                              | |
| 1314      |           | معركة بانوكبورن.                                                                                     | تمكن روبرت بروس من استقلال اسكتلندا.                                                                                                |
| 1323-1320 |           | استولى رينجان على الحكم في كشمير ويتحول إلى الإسلام ويتسمى باسم السلطان صدر الدين.                   | هو أول سلطان مسلم يحكم كشمير. |
| 1321      |           | اسس غازي ملك الدولة التغلقية على أعقاب سلطنة دلهي.                                                   | |
| 1325      |           | بنى الأزتك مدينة تينوتشتيتلان.                                                                       | أضحت تلك المدينة مركز وعاصمة للإمبراطورية لفترة 200 عام حتى جاء إرنان كورتيس فدمرها                                                 |
| 1325      |           | بدأ ابن بطوطة رحلاته بعد خروجه من طنجة.                                                              | استمرت رحلته حتى سنة 1356 حيث ألف بعدها كتابه تحفة النظار.                                                                          |
| 1328      |           | انتهاء حرب الاستقلال الاسكتلندية الأولى بنصر للإسكتلنديين بعد معاهدة ثورثامبتون-إدنبرة [الإنجليزية]. | |
| 1328      | 25 سبتمبر | وفاة شيخ الإسلام بن تيمية بقلعة دمشق.                                                                | |
| 1333      |           | عودة الإمبراطور جودايجو من المنفى وبداية فترة إحياء كينمو.                                           | انتهت فترة كاماكورا وبقيت فترة احياء كينمو فترة قصيرة قبل ان تبدأ فترة موروماتشي.                                                   |
| 1336      |           | أسس السلطان حسن بزرك الدولة الجلائرية وعاصمتها بغداد.                                                | |
| 1337      |           | بداية حرب المئة عام بين إنجلترا وفرنسا في محاولة كل منهما للهيمنة على غرب أوربا.                     | امتدت الحرب لثلاث/أربع فترات حربية خلال ال116 سنة.                                                                                  |
| 1337      |           | عبد الرزاق الباشتني يؤسس الدولة السربدارية في غرب خراسان.                                            | |
| 1341      |           | وفاة سلطان المماليك الناصر محمد بن قلاوون.                                                           | |
| 1346      |           | انتصار الإنجليز على الفرنسيين في معركة كريسي.                                                        | بالرغم من قوة فرنسا العددية إلا أن الإنجليز ابتدعوا تكتيكات جديدة مثل الأقواس الطويلة وبدؤوا بالتخلي عن نظام الفروسية القديم.       |
| 1347      |           | ضرب الموت الأسود أوروبا بقوة. حيث يعتقد أن 20-40٪ من السكان قد هلك في السنة الأولى من الطاعون.       | ادعت عدة تطابقات أن الوباء لم يرحل إلا بعد أن قضى على نصف السكان.                                                                   |
| 1347      | 3 اغسطس   | أسس علاء الدين بهمن شاه السلطنة البهمنية في هضبة الدكن بالهند وعاصمتها كلبركة ثم بيدر.               | |
| 1347      |           | تأسيس جامعة كارلوفا في براغ.                                                                         | أقدم جامعة لتشيك والناطقين بالألمانية في العالم.                                                                                    |
| 1363      |           | أسس مراد الأول الإنكشارية.                                                                           | |
| 1368      |           | سقوط سلالة يوان في الصين، وماتبقى منها أسس سلالة شمال يوان في منغوليا.                               | أدى انهيار إمبراطورية المغول إلى ضعضعة المواصلات والتجارة داخل الدولة الموحدة.                                                      |
| 1370      |           | بروز تيمورلنك التركماني وتأسيسه للسلالة التيمورية.                                                   | دمر تيمور خلال حكمه الذي استمر 35 سنة أغلب الدول التي مر بها مثل القبيلة الذهبية وسلطنة دلهي لبعث إمبراطورية المغول من جديد.        |
| 1377      |           | ألف ابن خلدون مقدمته.                                                                                | اعتبر بمقدمته مؤسس علم الاجتماع. |
| 1380      |           | أمير موسكو دميتري دونسكوي يقود جيش روسي موحد وينتصر على القبيلة الذهبية في معركة كوليكوفو.           | |
| 1380      |           | بدأ جيفري تشوسر بكتابة مجموعته القصصية المسماة حكايات كانتربري.                                      | أعظم عمل لتشوسر، وعد أحد الأسس في شكل اللغة الإنجليزية الحديثة.                                                                     |
| 1381      |           | ثورة الفلاحين في إنجلترا.                                                                            | |
| 1386      |           | أسست جامعة هايدلبرغ.                                                                                 | أقدم جامعة في ألمانيا |
| 1389      |           | انتصار العثمانيين على الصرب في معركة قوصوة.                                                          | عدت المعركة حاسمة بين العثمانيين وسلطانهم مراد الأول والصرب بزعامة الدوق لازار حيث تمدد بعدها العثمانيون في البلقان حتى وصلوا فيينا |
| 1392      |           | تمكنت سلالة جوسون من حكم كوريا.                                                                      | أطول سلالة ملكية في كوريا |
| 1396      |           | معركة نيقوبولس.                                                                                      | آخر الحروب الصليبية. |
| 1397      |           | ظهور اتحاد كالمار.                                                                                   | وحدت مارغريتا الأولى الدانماركية ممالك كلا من الدانمارك والسويد والنرويج، واستمر الاتحاد حتى سنة 1523.                              |
| 1399      |           | خلع هنري بولينجبروك ريتشارد الثاني ونصب نفسه ملكا باسم هنري الرابع.                                  | نهاية سلالة بلانتاجانت وبداية أسرة لانكستر                                                                                          |

### القرن الخامس عشر
| سنة       | التاريخ   | الحدث | أهمية الحدث                                                                                                |  |
| --------- | --------- | --- | --- |  |
| 1402      | 20 يوليو  | هزيمة السلطان العثماني بايزيد الأول وأسره أمام جيوش تيمورلنك في معركة أنقرة.                                                    | لأول مرة في التاريخ العثماني يؤسر السلطان ويموت في الأسر، ودخلت الدولة عهد الفترة الذي كاد أن يقضي عليها.  |  |
| 1405      |           | بدء تشنغ خه أو حجي محمود شمس رحلته لإستكشاف جنوب شرق آسيا والمحيط الهندي (حتى شرق أفريقيا).                                     | تلك كانت الرحلة الأولى من سبع رحلات تكفلت بها أسرة مينغ حتى سنة 1433.                                      |  |
| 1405      |           | وفاة تيمورلنك في سمرقند. | |  |
| 1413      |           | انتهاء عهد الفترة وتولية محمد الأول سلطانا للدولة العثمانية.                                                                    | |  |
| 1415      |           | غزت مملكة البرتغال مدينة سبتة.                                                                                                  | بدء بروز إمبراطورية البرتغال                                                                               |  |
| 1415      | 25 أكتوبر | هزيمة الجيش الفرنسي الأكثر عددا أمام الجيش الإنجليزي بقيادة هنري الخامس في معركة أجينكور. وذلك بسبب الأقواس الإنجليزية الطويلة. | كانت نقطة مهمة في حرب المئة عام وأدت إلى توقيع معاهدة تروا مما مكنت من جعل الملك هنري وصيا على فرنسا       |  |
| 1417      |           | أنهى مجمع كونستانس الانشقاق الغربي، وانتخب البابا مارتن الخامس بابا وحيدا.                                                      | |  |
| 1419      |           | بدأت حروب الهوسيين في أواسط أوروبا بعد وفاة يان هوس بأربع سنوات بين أتباعه وبين الذين يحاربونهم.                                | مع أن الحرب هدأت (حوالي 1434)، إلا أنها كان عاملا آخر بين الكاثوليك والبروتستانت قبل الإصلاح البروتستانتي. |  |
| 1429      |           | تركت جان دارك حصار أورليان لدوفين فرنسا وتمكينه من التتويج ملكا في رانس.                                                        | عدت معركة أورليان أولى المعارك التي أخرجت الإنجليز من اليابسة الأوربية.                                    |  |
| 1430      |           | نهاية جان دارك بالقبض عليها وإعدامها بتهمة الهرطقة.                                                                             | |  |
| 1434      |           | بداية ظهور عائلة ميديشي إلى الواجهة في فلورنسا.                                                                                 | |  |
| 1438      |           | أسس الخان أولغ محمد خانية قازان.                                                                                                | |  |
| 1439      |           | اخترع يوهان غوتنبرغ آلة الطباعة.                                                                                                | أضحى نقل الأخبار والأدب وغيرها من المعلومات المكتوبة أكثر سهولة في أوروبا.                                 |  |
| 1442      |           | هزيمة العثمانيون أمام المجريون بقيادة إيوان دي هونيدوارا في معركة هرمنشتاد.                                                     | |  |
| 1444      | 10 نوفمبر | انتصار العثمانيون في معركة فارنا.                                                                                               | آخر حرب لحملة فارنا الصليبية ومقتل قائدها فلاديسلاوس الثالث.                                               |  |
| 1453      |           | نهاية حرب المئة عام. | قلصت أراضي إنجلترا الواسعة في فرنسا إلى فقط كاليه، والتي فقدتها أيضا بعد ذلك.                              |  |
| 1453      |           | سقوط مدينة القسطنطينية بيد العثمانيون بقيادة محمد الفاتح.                                                                       | بدخول العثمانيون المدينة تكون الدولة البيزنطية التي استمرت أكثر من ألف عام قد انتهت.                       |  |
| 1455      | 22 مايو   | معركة سانت ألبانز الأولى | اعتبرت تلك المعركة بداية لحرب الوردتين.                                                                    |  |
| 1456      |           | انكسار العثمانيين في حصار بلغراد                                                                                                | توقفت الحملات العثمانية في أوروبا لسبع عقود.                                                               |  |
| 1461      |           | أسقط محمد الفاتح إمبراطورية طرابزون وألحقها بالسلطنة.                                                                           | آخر المراكز البيزنطية التي أسقطها العثمانيون.                                                              |  |
| 1462      |           | إلحاق ألبانيا إلى الدولة العثمانية.                                                                                             | |  |
| 1462      |           | مملكة قشتالة تحتل نهائيا جبل طارق من الوطاسيون.                                                                                 | |  |
| 1465      |           | انقضاء الدولة المرينية بمقتل آخر سلاطينها عبد الحق الثاني المريني.                                                              | |  |
| 1477-1467 |           | فترة حرب أونين في اليابان. | أضحت البلاد مسرحا لحروب أهلية طاحنة. وتلك الفترة هي جزء من فترة موروماتشي التاريخية.                       |  |
| 1468      |           | تولى السلطان قايتباي حكم السلطنة المملوكية في مصر.                                                                              | استمر حكمه حتى سنة 1496.                                                                                   |  |
| 1471      | 24 أغسطس  | البرتغاليون يغزون أصيلة في المغرب ثم احتلوا طنجة.                                                                               | ظلت طنجة تحت الاستعمار البرتغالي حتى سنة 1580.                                                             |  |
| 1475      |           | العثمانيون يغزون خانية القرم ويجعلونها تابعة لهم.                                                                               | هزيمة البندقية مما جعل بحر إيجة خاضعة بالكامل للعثمانيين.                                                  |  |
| 1485      |           | جمع توماس مالوري قصة موت الملك أرثر ونقلها إلى الإنجليزية.                                                                      | |  |
| 1485      |           | معركة بوسوورث | نهاية أسرة يورك وبداية حكم أسرة لانكستر بزعامة هنري تيودور.                                                |  |
| 1487      |           | معركة ستوكفيلد | نهاية حرب الوردتين.                                                                                        |  |
| 1492      |           | انتهت حرب غرناطة فاكتمل سقوط الأندلس                                                                                            | انتهى حكم المسلمين في شبه جزيرة إيبيريا الذي امتد 770 عاما، ثم اتحاد البرتغال مع اسبانيا بعدها.            |  |
| 1492      |           | وصول كريستوفر كولومبوس إلى العالم الجديد.                                                                                       | بدء عصر الاستكشاف في العالم الجديد. عد الكثير من المؤرخين أنها نهاية العصور الوسطى.                        |  |

### 1492–1499
الأحداث التي تمت بين النهاية التقليدية للعصور الوسطى في 1492 وبداية القرن السادس عشر:
| السنة     | التاريخ  | الحدث                                                                                                | أهمية الحدث                                                                                                 |
| --------- | -------- | --- | --- |
| 1494      | 10 يونيو | وقعت إسبانيا والبرتغال بينهما معاهدة توردسيلاس والتي بموجبه قسمت الأراضي المكتشفة حديثا خارج أوروبا. | وزع البابا البرازيل وأمريكا الإسبانية بينهما، وكذلك الفلبين الإسبانية ومستعمرات البرتغال في الهند وأفريقيا. |
| 1494–1559 |          | اندلاع الحروب الإيطالية.                                                                             | قضت تلك الحروب على نظام دول-مدن إيطالية.                                                                    |
| 1497      |          | بدأ فاسكو دا غاما أول رحلة له من أوروبا وحتى الهند.                                                  | أول أوروبي يتجه مباشرة من أوروبا إلى شرق آسيا، وساعده أحمد بن ماجد في الوصول إلى الهند.                     |
| 1499      |          | هزم الأسطول العثماني أسطول البندقية في معركة زونكيو                                                  | أول معركة بحرية استعملت فيها مدافع السفن حيث استعملها الأسطول العثماني.                                     |